# Francisco Fernández
Francisco Fernández (n. 19 august 1975, Santiago de Chile, Chile) este un fost fotbalist chilean.
În 2000, Fernández a jucat 2 de meciuri pentru echipa națională a Republicii Chile.

## Statistici
| Chile | Chile   | Chile  |
| An    | Meciuri | Goluri |
| ----- | ------- | ------ |
| 2000  | 2       | 0      |
| Total | 2       | 0      |